# Komsomol'skij (Calmucchia)
Komsomol'skij (in russo Комсомольский?) è un villaggio della Russia, situato in Calmucchia. Fondato nel 1946 con il nome di Krasnyj Kamyšannik. Appartiene al rajon Černozemel'skij del quale è il centro amministrativo.
Il villaggio si trova nella depressione caspica, 191,5 km a sud-est della città di Ėlista.